# Хуліо Медем
Ху́ліо Ме́дем (ісп. Julio Médem; нар. 21 жовтня 1958, Сан-Себастьян) — іспанський кінорежисер, сценарист, монтажер, продюсер, актор.

## Біографія
Медем народився 21 жовтня 1958 року в Сан-Себастьяні, Країна Басків, Іспанія, і виявляв інтерес до кіно з дитинства, коли брав батькову камеру Super 8 і знімав вночі, поки ніхто не звертав уваги. Після закінчення коледжу за спеціальностями «Медицина» та «Загальна хірургія» працював кінокритиком, а згодом - сценаристом, асистентом режисера та монтажером. Після кількох короткометражок зняв свій перший повнометражний фільм «Корови», за який отримав нагороду Гойї. 

## Фільмографія
- 1976 «Сліпий» (El Ciego) (короткометражний фільм),
- 1977 «Минулий четвер» (El jueves pasado aka Last Thursday)(короткометражний фільм),
- 1979 «Локшина» (Fideos)(короткометражний фільм),
- 1981 «Якщо б я був поетом» (Si yo fuera poeta)(короткометражний фільм),
- 1982 «Театр у Сорії» (Teatro en Soria)(короткометражний фільм),
- 1985 «Ноги на голову» (Patas en la cabeza)(короткометражний фільм),
- 1987 «Рівно о шостій» (Las seis en punta)(короткометражний фільм),
- 1988 «Мартін» (Martín) (короткометражний фільм),
- 1992 «Корови» (Vacas),
- 1993 «Руда білка» (La ardilla roja),
- 1996 «Земля» (Tierra),
- 1998 «Коханці полярного кола» (Los amantes del Círculo Polar),
- 2001 «Люсія і секс» (Lucía y el sexo),
- 2003 «Баскболл: Шкіра проти каменя» (La pelota vasca. La piel contra la piedra)(документальний фільм),
- 2004 «Є привід!» (¡Hay motivo!)(короткометражний фільм),
- 2007 «Бентежна Ана» (Caótica Ana),
- 2010 «Кімната в Римі» (Habitación en Roma),
- 2012 «Гавано, я люблю тебе» (7 días en La Habana),
- 2014 «Ма Ма» (Ma ma),
- 2018 «Криваве дерево» (El árbol de la sangre).